# Vacallo
Vacallo est une commune suisse du canton du Tessin, située dans le district de Mendrisio.

## Économie
Vacallo est le siège de l'entreprise Quadro Technologie, fabricant de scooter, entre autres du Quadro 350D et du Quadro 4.

## Sport
- SAV Vacallo Basket (dans la ville voisine de Chiasso)